# Amazonas de Trujillo Alto
Le Amazonas de Trujillo Alto sono una franchigia pallavolistica femminile portoricana, con sede a Trujillo Alto: militano nella Liga de Voleibol Superior Femenino.

## Storia
Le Amazonas de Trujillo Alto vengono fondate nel 2018, quando il titolo delle Gigantes de Carolina passa alla città di Trujillo Alto a causa dei danni causati dall'Uragano Maria al Coliseo Guillermo Angulo di Carolina, debuttando nella Liga de Voleibol Superior Femenino nella stagione 2019.
Nel 2021 la franchigia si fonde con le Valencianas de Juncos, da cui viene accorpata, scomparendo così dal panorama pallavolistico portoricano.